# Siegfried Kreitner
Siegfried Kreitner (* 1. Dezember 1967 in Simbach am Inn) ist ein deutscher Bildhauer. Er lebt und arbeitet in der Nähe von Landshut und München.

## Leben und Wirken
1993 begann Kreitner ein Studium der Kunsterziehung in Regensburg. Ab 1996 studierte er Bildhauerei an der Hochschule der Künste in Berlin. 1997 besuchte er die New York Studio School Of Drawing Painting And Sculpture. 1998 studierte er an der Akademie der bildenden Künste München. Ab 1999 war er Meisterschüler bei David Evison an der Hochschule der Künste Berlin.
Von 2001 bis 2004 war Kreitner Assistent bei Fridhelm Klein und Mathias Wähner an der Akademie der bildenden Künste München. Seit 2005 hat er einen Lehrauftrag für Kinetischen Objektbau an der Akademie der bildenden Künste München.
Bewegung und Licht sind die bestimmenden Elemente von Kreitners metallischen Skulpturen. Der von ihm selbst verwendete Ausdruck „Minimalkinetik“ bezieht sich dabei sowohl auf die geringe Geschwindigkeit der elektromotorgetriebenen beweglichen Teile als auch auf die weitgehend schmucklos gestaltete Arbeiten. Die langjährige Zusammenarbeit mit seiner Partnerin, der Malerin Annegret Hoch, führte dazu, dass Kreitner zunehmend auch farbige Elemente in sein Werk aufnahm.

## Auszeichnungen
- 2000 2. Kunstpreis des Landkreises Gifhorn
- 2003 Preis „Gehäuse“, Kunstverein Eisenturm Mainz
- 2006 Preis der Darmstädter Sezession für Bildhauerei
- 2007 Preis der Bosch-Rexroth AG „The Art of Drive and Control“
- 2009 Preis der Dr. Franz & Astrid Ritterstiftung
- 2009 Kunstpreis Sickingen, Landkreis Kaiserslautern
- 2011 Kulturförderpreis der Stadt Landshut
- 2012 Förderpreis der Kulturstiftung Anneliese und Gerhard Derriks

## Einzelausstellungen (Auswahl)
- 2000 Dortmund-Mengede, Zeche Waltrip (mit Peter Vogel, Kybernetische Objekte)
- 2002 Passau, Kunstverein, St. Anna-Kapelle (mit Werner Maier, Graphiken)
- 2003 München, Galerie Katia Rid (mit Annegret Hoch, Malerei)
- 2004 Bonn, Gesellschaft für Kunst und Gestaltung; Erfurt, Forum Konkrete Kunst; München, Galerie Royal (mit Annegret Hoch)
- 2005 Rockenhausen, Kahnweilerhaus; Ulm, Galerie Tobias Schrade
- 2006 Wiesbaden, Bellevuesaal, „Rhythmus des Sehens“
- 2007 Ludwigshafen, Wilhelm-Hack-Museum sowie Landshut, Kunstverein, „zusammen räumen“ (mit Annegret Hoch); Osnabrück, Kunsthalle Osnabrück, „Art Box - Positionen im Dialog“
- 2008 Mannheim, März Galerie, Projektraum 4; Cham, Cordonhaus, „der blaue und der linke Winkel“; Friedberg, Galerie Hoffmann, „licht bewegt“ (mit Karl Duschek und Jan van Munster)
- 2009 Kirchzarten, Kunstverein, „Maß nehmend“ (mit Annegret Hoch)
- 2010 Sulzburg, Galerie Martin Wörl (mit Nicholas Bodde)
- 2011 Mannheim, März Galerie (mit Annegret Hoch)
- 2012 Fürstenfeldbruck, Kultur-Werkstatt, Haus 10; Karlsruhe, Galerie Schrade (mit Annegret Hoch)

## Gruppenausstellungen (Auswahl)
- 1998 Berlin, Galerie Michael Schulz, „Was uns Auffiel“
- 2001 Friedberg, Görbelheimer Mühle, Edition & Galerie Hoffmann; Stuttgart Flughafen, Bosch Förderpreis Workart
- 2002 Ludwigshafen, Wilhelm-Hack-Museum sowie Trier, Kunstverein, Saar Ferngas Förderpreis
- 2006 München, Galerie Stefan Vogdt, Kinetische Kunst
- 2007 Lüdenscheid, LUX•US Lichtkunstpreis der Stadtwerke; Berlin, Parcours Tiergarten, LICHTBERLIN; Neu-Ulm, Edwin Scharff Museum, „Steht bloß rum und ist nackt“
- 2008 Schwetzingen, „Im Weg stehend V“
- 2011 Karlsruhe, Zentrum für Kunst und Medien, gewebtes Licht
- 2012 Schorndorf, Galerie für Kunst und Technik, „Aktuelle Positionen der Lichtkunst“
- 2017: Licht & Bewegung, Kunsthalle Messmer, Riegel am Kaiserstuhl[1][2] (mit u. a. Carlos Cruz-Diez, Kammerer-Luka, Hans Kotter, Regine Schumann, Victor Vasarely, Ludwig Wilding)

## Werke in öffentlichen Sammlungen
- Sammlung Carola und Günther Ketterer-Ertle, Bern, Schweiz
- Pfalz-Galerie,[3] Kaiserslautern, Deutschland
- Europäisches Patentamt, München, Deutschland
- Edwin Scharff Museum, Neu-Ulm, Deutschland
- Museum Ritter, Waldenbuch, Deutschland
- Sammlung Peter C. Ruppert,[4] Würzburg, Deutschland

## Schriften
- (mit Hoffmann): Farbkinetik, Friedberg 2008